# Adrian Wypadlo
Adrian Wypadlo (* 20. Oktober 1970 in Gliwice) ist ein deutscher katholischer Geistlicher, Theologe und Neutestamentler.

## Leben
Nach der Priesterweihe 1998 (Erzdiözese Paderborn) und der Promotion 2006 (Theologische Fakultät Paderborn) arbeitete er ab 2006 an einem Habilitationsprojekt am Lehrstuhl bei Michael Theobald an der Universität Tübingen und wurde Mentor für die katholischen Theologiestudierenden an der Universität Siegen. Nach der Habilitation im Juli 2011 in Tübingen vertrat er im Studienjahr 2011/2012 den Lehrstuhl Michael Theobalds an der Katholisch-Theologischen Fakultät der Universität Tübingen und im Studienjahr 2012/2013 einen Lehrstuhl an der WWU Münster. Seit September 2013 lehrt er als Professor für „Exegese des Neuen Testaments“ in Münster.